# ییرژی ورشتالا
ییرژی ورشتالا (چکی: Jiří Vršťala؛ ۳۱ ژوئیه ۱۹۲۰ – ۱۰ ژوئن ۱۹۹۹) بازیگر اهل جمهوری چک بود. او از سال ۱۹۵۰ تا ۱۹۸۷ در بیش از پنجاه فیلم ظاهر شد.
از فیلم‌ها یا برنامه‌های تلویزیونی که وی در آن نقش داشته‌است می‌توان به پسران خرس بزرگ و ترور اشاره کرد.